# Чондистичка Чонгу партија
Чондистичка Чонгу партија је странка уједињеног фронта из Северне Кореје коју званичне власти описују као демократску странку. Странка је основана 5. фебруара 1946. од групе следбеника чондоистичке религије, а предводио их је Јун Џонг Хо. Чондистичка Чонгу партија је данас трећа по величини парламентарна странка у Северној Кореји. Партија је у коалицији са највећом политичком странком у ДНР Кореји Радничком партијом Кореје, такође је чланица Демократског фронта за поновно уједињење отаџбине. Странка тренутно има 21 посланика у Врховној народној скупштини, а предводи је Ју-Ми Јонг.